# Marthine Østenstad
Marthine Østenstad (Madla, 18 maart 2002) is een Noors voetbalspeelster. Ze speelt als verdediger voor Eintracht Frankfurt in de Bundesliga. Østenstad is de dochter van oud Noors voetballer Egil Østenstad.

## Clubcarrière
Østenstad kwam in haar jeugdjaren uit voor Madla IL uit haar geboorteplaats. Ook zat ze in de jeugd van Viking FK en Klepp IL. Voor laatstgenoemde maakte Østenstad op 16 september 2018 haar debuut in de Toppserien. Op jonge leeftijd speelde Østenstad als middenvelder, maar ze groeide uiteindelijk uit tot centrale verdediger. Sinds 2021 komt Østenstad uit voor SK Brann. In 2021 en 2022 werd ze met deze club kampioen van de Toppserien.
Op 12 juli 2025 liet Østenstad Noorwegen achter zich door een contract te tekenen bij het Duitse Eintracht Frankfurt.

## Statistieken
| Seizoen | Club                | Competitie | Competitie | Competitie | Beker | Beker | Champions League | Champions League | Overig | Overig | Totaal | Totaal |
| Seizoen | Club                | Competitie | Wed.       | Dlp.       | Wed.  | Dlp.  | Wed.             | Dlp.             | Wed.   | Dlp.   | Wed.   | Dlp.   |
| ------- | ------------------- | ---------- | ---------- | ---------- | ----- | ----- | ---------------- | ---------------- | ------ | ------ | ------ | ------ |
| 2018    | Klepp IL            | Toppserien | 4          | 0          | 0     | 0     | 0                | 0                | 0      | 0      | 4      | 0      |
| 2019    | 21                  | Toppserien | 1          | 0          | 0     | 0     | 0                | 0                | 0      | 21     | 1      |        |
| 2020    | 18                  | Toppserien | 2          | 0          | 0     | 0     | 0                | 0                | 0      | 18     | 2      |        |
| 2021    | IL Sandviken        | Toppserien | 18         | 1          | 0     | 0     | 0                | 0                | 0      | 0      | 18     | 1      |
| 2022    | SK Brann            | Toppserien | 19         | 1          | 0     | 0     | 0                | 0                | 0      | 0      | 19     | 1      |
| 2023    | 26                  | Toppserien | 3          | 0          | 0     | 3     | 0                | 0                | 0      | 29     | 3      |        |
| 2024    | 26                  | Toppserien | 4          | 2          | 1     | 10    | 1                | 0                | 0      | 38     | 6      |        |
| 2025    | 12                  | Toppserien | 0          | 2          | 0     | 0     | 0                | 0                | 0      | 14     | 0      |        |
| 2025/26 | Eintracht Frankfurt | Bundesliga | 0          | 0          | 0     | 0     | 0                | 0                | 0      | 0      | 0      | 0      |
| Totaal  | Totaal              | Totaal     | 142        | 12         | 2     | 0     | 0                | 0                | 13     | 1      | 157    | 12     |

Bijgewerkt t/m 12 juli 2025.

## Interlandcarrière
Østenstad doorliep alle Noorse jeugdelftallen voordat ze haar debuut maakte voor het seniorenteam. In augustus 2022 werd ze voor het eerst opgeroepen door de nieuwe bondscoach Hege Riise. Op 1 december 2023 maakte Østenstad haar debuut als international in een wedstrijd tegen Portugal in het Ullevaalstadion.
Op 25 juni 2025 werd Østenstad opgenomen in de Noorse selectie voor op het EK 2025 in Zwitserland. Ze verving Guro Bergsvand, die moest afzeggen vanwege blessureleed.